# Szekszárdi Garay János Gimnázium
A Szekszárdi Garay János Gimnázium Tolna vármegye legpatinásabb középfokú tanintézménye.

## Története
Az Állami Garay János Főgimnáziumot 1892-ben, Szekszárdon, a Szent István tér 7–9. alatt alapították. További nevei:
- Szekszárdi Főgimnázium 1892–1923
- Garay János Főgimnázium 1923–1924
- Garay János Reálgimnázium 1924–1945
- Szekszárdi Garay János Gimnázium 1945–

Az 1906-os tantestülete:

„A tanári testület I Wigand János, igazgató, a magyar és német nyelv és irodalom okleveles tanára Tanította a filozófiai propedeutikát a VIII. osztályban, heti 3 órában. Tanít 28 év óta. 2. Ács Lipót, a rajzoló mértan és szabadkézi rajz okleveles rendes tanára, a mértani szertár őre. — Tanította a mértant a I., II., III. és IV., a görögpótló szabadkézi rajzot az V., VI., VII. és VIII. osztályban, heti 18 órában, a szabadkézi rajzot, mint rendkivüli tantárgyat heti 4 órában. Tanít 14 év óta. 3. Brebovszky Elemér, aki rendes tornatanító, a tornaszertár őre. Tanította a testgyakorlást az I—VIII. osztályban heti 16 órában, a kötelező játékdélutánokat az I—VIII. osztályokban az őszi és tavaszi hónapokban vezette heti 6 órában, tanította a vívást heti 2 órában. Tanít 3 év óta. 4. Dr. Bartal Kornél, a földrajz- és természetrajznak oki. rendes tanára,a természetrajzi szertár őre, a tanári tanácskozmányok jegyzője. — Tanította a földrajzot a II., a természetrajzot az I., II., IV., V. és VI., a szépírást a II. osztályban, heti 17 órában, az éneket mint rendkivüli tárgyat az I—-VIII. osztályokban heti 4 órában. Tanít 4 év óta. 5. Földes László, a magyar és német nyelvnek oki. rendes tanára, az ifj. könyvtár (V—VIII. oszt.) őre. Tanította a magyar nyelvet a IV., a német nyelvet a III., IV., VII. és VIII. osztályban heti 17 órában. Tanít 6 év óta. 6. Gyergyai J. Dezső, a latin és görög nyelv oki. rendes tanára, a IV. osztály főnöke, az ifj. könyvtár (I—IV. osztály) őre. — Tanította a latin nyelvet a IV., a görög nyelvet az V. és VII ik osztályban, heti 16 órában. Tanít 16 év óta. 7. Hangit Béla, a magyar és latin nyelv és irodalom okleveles rendes tanára, a II. osztály főnöke, tandíjkezelő. Tanította a magyar nyelvet a II. és VIII. osztályban, a latin nyelvet a II., a görögpótló irodalmi olvasmányt a VIII. osztályban, heti 16 órában. Tanít 13 év óta 8. László Géza, a magyar és latin nyelv és irodalom okleveles rendes tanára, a VII. osztály főnöke, az ifj. „Eötvös J. önképzőkör“ 2 tanár elnöke . Tanította a magyar nyelvet a VII., a latin nyelvet az V. és VII. és a görögpótló irodalmi olvasmányt a VII. osztályban, heti 17 órában. Tanít 8 év óta. 9. Pataki Jákó, a latin és görög nyelv és irodalom oki. rendes tanára, az ifjúsági segítőalap tankönyveinek kezelője, a tanári könyvtár őre, tanárértekezleti jegyző, a VI. osztály főnöke. — Tanította a latin nyelvet a VI. és VIII. és a görög nyelvet a VI. osztályban, heti 14 órában. Tanít 8 év óta. 10. Pazár Dezső, a földrajz és a történelemnek oki. rendes tanára, a latin nyelvből is alapvizsgálattal, a földrajzi szertár őre. — Tanította a földrajzot az I. és III., a történelmet a IV., V., VI. és VIII. osztályban, heti 17 órában. — Tanít 5 év óta. 11. Schwiman József, a mennyiségtan és természettan oki rendes tanára, a fizikai szertár őre, a VIII. osztály főnöke. — Tanította a mennyiségtant a II., IV., VI. és VIII., a természettant a VIII. osztályban heti 17 órában. — Tanít 7 év óta. 12. Szabó Ferenc, a mennyiségtan és természettan okt. rendes tanára. — Tanította a mennyiségtant az L, III., V. és VII. osztályban, a természettant a VII. osztályban, heti 17 órában. Tanított polgári iskolában 16 évig, középiskolában 10 év óta. 13. Tolnai Artúr, a magyar és német nyelv szakvizsgálatot tett helyettes tanára. Tanította a magyar nyelvet az V , VI., a görögpótló irodalmat az V., VI. és a német nyelvet az V., VI., osztályban, heti 18 órában. Tanít 2 év óta. 14. Varga Ferenc, a latin nyelvnek és történelemnek okleveles rendes tanára, aki gyorsíró tanár, a III. osztály főnöke, a történelemfilológiai szertár őre. — Tanította a magyar és latin nyelvet a III., a történelmet a III. és VII. osztályban, heti 16 órában, a gyorsírást kezdőknek és haladóknak heti 4 órában. Tanít 8 év óta. 15. Dr. Zipser Jakab, a latin és görög nyelv és irodalom okt. rendes tanára, az I. oszt. főnöke. — Tanította a magyar nyelvet az I , a latin nyelvet az I., a görög nyelvet a VIII, a szépírást az I. osztályban, heti 16 órában. Tanít 11 év óta. Hitoktatók: 16. Borzsák Endre, a helybeli ev. ref. egyház rendes lelkésze. Tanította az ev. ref. vallástant heti 8 órában. 17. Reichert Gyula, a kistormási ág. ev. egyház rendes lelkésze. Tanította az ág. ev. hittant heti 2 órában. 18. Dr. Rubinstein Mátyás, a helybeli izr. hitközség rendes lelkésze. Tanította az izr. vallástant heti 8 órában.”

1954. május 30-án az iskola több diákja is osztálykiránduláson volt és a Pajtás hajón tartózkodott Balatonfüreden, amikor az felborult. Közülük hárman: Vituska Mária, Villányi Mária és Göbölyös László életüket vesztették a tragédiában.

## Nevezetes tanárai
- Jurisits József, dr.
- Pataki József
- Theisz György

## Nevezetes diákjai
- Gaál Attila régész, múzeumigazgató
- Harangozó Gábor pártpolitikus
- Illés Erzsébet, csillagász
- Környei Miklós gitárművész
- Örlős Endre, dr. sebészorvos, kórházigazgató
- Pataki József, tanár
- Theisz György, tanár